# Gorno Kałaslari (gmina Wełes)
Gorno Kałaslari (mac. Горно Каласлари) – wieś w centralnej Macedonii Północnej, administracyjnie i terytorialnie należąca do gminy Wełes. Według stanu na 2002 rok jej liczebność wynosiła 38 mieszkańców.
Według danych ze spisu powszechnego przeprowadzonego w 2002 roku, wieś Gorno Kałaslari zamieszkiwało 38 osób deklarujących następującą narodowość: 
- Albańczycy – 36 (94,74%)
- Macedończycy – 1 (2,63%)
- Inni – 1 (2,63%)